# Madagaskar i olympiska vinterspelen 2006
Madagaskar skickade en deltagare till olympiska vinterspelen 2006. Det är första gången nationen deltar i vinter-OS.

## Resultat

### Alpin utförsåkning
- Slalom herrar
  - Mathieu Razanakolona - Avbröt

- Storslalom herrar
  - Mathieu Razanakolona - 39